# 金沢市立医王山中学校
金沢市立医王山中学校（かなざわしりつ いおうぜんちゅうがっこう、英語: Kanazawa Municipal Iouzen Junior High School）は、石川県金沢市二俣町にある公立中学校。同じ敷地内にある金沢市立医王山小学校と小中一貫教育を行っている。

## 沿革
《主要な出典：》
- 1947年（昭和22年）
  - 4月 - 河北郡浅川村字二俣に浅川村立医王山中学校設立、校訓「敬愛・正直・勤勉」を制定。
  - 12月 - 医王山中学校開校記念式。
- 1948年（昭和23年）9月 - 校舎改築落成式。
- 1953年（昭和28年）
  - 8月 - 運動場拡張工事。
  - 11月 - 運動場竣工記念式。
- 1957年（昭和32年）
  - 4月 - 浅川村の金沢市編入にともない金沢市立医王山中学校と改称。
  - 11月 - 体育館落成式
- 1972年（昭和47年）7月 - プール竣工。
- 1978年（昭和53年）9月 - 校舎改築起工式。
- 1979年（昭和54年）10月 - 校舎改築竣工式、校訓碑建立。
- 1981年（昭和56年）9月 - プールサイド改修工事完了。
- 1987年（昭和62年）3月 - 体育館敷地造成工事完了。
- 1988年（昭和63年）5月 - 体育館改築工事完了、竣工式挙行。
- 1992年（平成4年）1月 - 中学校旗樹立式。
- 2001年（平成13年）10月 - 校内LAN工事完了。
- 2003年（平成15年）4月 - 戸室石製の新しい校名碑除幕。
- 2004年（平成16年）7月 - プールフェンス完成。
- 2005年（平成17年）12月 - 金沢市小規模特認校[注釈 2]に認定される。
- 2006年（平成18年）8月 - 校舎耐震工事完了。
- 2014年（平成26年）8月 - 体育館つり天井改修工事。